# 遺言
遗言是人死亡前最后说出來的话，有時人們將一個人在距離死亡前的一段時間說出來的一些話也算作遺言。
实际上濒死的人常常会出现精神错乱、思维能力下降、无法保持头脑清醒等症状，或者這些症狀同时出现。有些人在死前甚至都無法说话，或者是這些人只能低声说话，说出一些简短的詞彙，或者是说话不清楚，以至於在場的人都聽不懂他在說什麼，因為他们身體過於虛弱。所以實際上很多遗言並不復雜，也沒有多少深刻的含義，通常臨終之人會呼喚配偶或孩子的名字，或者叫“妈妈”， 而且也很少有人的遺言真的會被公開发表。